# Eupithecia latifurcata
Eupithecia latifurcata es una especie de polilla de la familia Geometridae. La especie fue descrita por primera vez por Francis Walker en 1863 con distribución endémica en Venezuela.

## Descripción
Es una polilla mediana de unos 25 milímetros (1 plg) de envergadura, color marrón cinéreo a gris pálido, delgada, más pálida por su sección ventral. Los palpos son cortos, un poco más largos que el ancho de la cabeza. Las alas son alargadas con una línea marginal marrón, interrumpida. Las alas anteriores son agudas, con cuatro bandas oblicuas irregulares, cada una compuesta por tres líneas marrones onduladas e incompletas. Sus fleco cuentan con puntos negruzcos. Las alas posteriores sin marcas. Cuentan con un punto discal marrón.